# Григоренко Валерій Миколайович
Валерій Миколайович Григоренко (англ. Valery
Nikolaevich Grigorenko, 3 липня 1963, Київ — 4 березня 2022, м.Ірпінь) — український художник.

## Біографія
Художню освіту здобув у Київський Художній Інститут. Провів персональні виставки у Великій Британії та США. У 1993 відмовився від благ цивілізації та оселився під Києвом, де повністю поринув у творчість, обмеживши себе у людських потребах та задоволеннях. Автор дотримується певної філософії кольору: вважає, що сірий колір є втіленням двох протилежностей – чорного та білого, а яскравість та насиченість сірого змінюються під час боротьби світла та темряви, життя та смерті, добра та зла у кожній конкретній миті життя.

## Творчість
ілюстрації та оформлення до книг
- «Сауганаш»[6] Кудін Андрій Вячеславович (Київ, 2015);